# 추쿠에메카 오두메구 오주쿠
추쿠에메카 오두메구 오주쿠(영어: Chukwuemeka Odumegwu Ojukwu, 1933년 11월 4일~2011년 11월 26일)는 나이지리아의 군인, 정치가, 정치인으로 1966년 나이지리아 동부 지역의 군정 주지사, 1967년부터 1970년까지 비아프라 공화국의 지도자였다. 1983년부터 78세로 세상을 떠난 2011년까지 정치인으로 활동했다.

## 어린 시절 및 교육
오주쿠는 1933년 11월 4일 나이지리아 북부 중게루에서 현재의 나이지리아 아남브라주 은뉴이 출신의 이그보족 사업가 루이스 오두메구 오주쿠의 아들로 태어났다. 루이스는 운송업에 종사했고, 그는 나이지리아에서 가장 부유한 사람 중 한 명이 되기 위해 제2차 세계 대전 중 사업 붐을 이용했다. 그는 나이지리아 남서부의 라고스에서 교육 경력을 시작했다.
1943년 라고스의 CMS 그래머 스쿨에서 중등 교육을 받기 시작했다. 이후 1944년 라고스의 킹스 칼리지로 편입해 영국 교사를 폭행해 잠시 투옥되기도 했다. 이 사건은 지역 신문에서 널리 보도되었다. 13세 때, 그의 아버지는 그를 영국으로 보내어 처음에는 엡섬 칼리지에서, 나중에는 옥스퍼드 대학교 링컨 칼리지에서 역사학 석사 학위를 받았다. 그는 1956년 식민지 나이지리아로 돌아왔다.

## 비아프라
1967년 1월 나이지리아 군 수뇌부는 조지프 아서 앙크라 장군이 주최한 평화회담을 위해 가나 아부리로 갔다. 1967년 5월 30일 오두메구 오주쿠 대령은 동나이지리아를 비아프라라고 알려진 주권국으로 선포했다.
당신을 대신해서, 그리고 당신의 이름으로, 동나이지리아를 독립 공화국으로 선포할 것을 나에게 명령했습니다. 그러므로, 나, 동나이지리아의 군정 주지사 추쿠에메카 오두메구 오주쿠는, 그리고 위에서 암송된 원칙에 따라, 이렇게 엄숙하게 선언합니다. 동나이지리아는 대륙붕과 영해와 함께 비아프라 공화국이라는 명칭과 칭호를 가진 독립 주권국이 됩니다.
1967년 7월 6일, 야쿠부 고원은 전쟁을 선포하고 비아프라를 공격했다. 전쟁을 피하려고 노력한 아부리 협정 외에도 하마니 디오리 대통령이 주재한 니아메 평화 회의(1968년), 에티오피아의 황제 하일레 셀라시에 주재로 OAU가 주최한 아디스아바바 회의(1968년)가 있었다. 이것은 외교를 통해 갈등을 해결하기 위한 오주쿠와 고원의 마지막 노력이었다.

## 나이지리아로 귀환
1981년, 오주쿠는 나이지리아로 돌아가기 위한 캠페인을 시작했다. 1982년 5월 18일 나이지리아 대통령 셰후 샤가리는 오주쿠를 사면하여 민간 시민으로 나이지리아로 돌아갈 수 있게 하였다. 오주쿠는 6월 18일 코트디부아르에서 나이지리아로 재입국했다. 1983년 나이지리아 상원 출마를 선언했다. 그해 9월 법원이 선거결과 부정선거를 이유로 판결을 뒤집으려 했지만 공식 집계에선 1만2000표 차이로 패했다. 그러나 샤가리 정부가 1983년 12월 31일 나이지리아 쿠데타로 무너지면서 이 논쟁의 결과는 실패로 돌아갔다. 1984년 초 모하마두 부하리 정권은 키리키리 최고보안감옥에 수감된 오주쿠를 포함한 수백 명의 정치인들을 수감했다. 그는 그해 말 석방되었다.
1994년 미스 인터콘티넨탈의 비앙카 오노와 결혼하였다. 이 부부에게는 아파메푸나, 치네메, 은와추우라는 세 명의 자녀가 있었다. 제4공화국 시절인 2003년과 2007년 대통령 선거에 출마했으나 낙선했다.

## 사망
2011년 11월 26일, 오주쿠는 영국에서 78세의 나이로 짧은 투병 끝에 사망했다. 나이지리아 육군은 2012년 2월 27일 나이지리아 아부자에서 그의 장례식을 거행했으며, 그의 시신은 3월 2일 금요일에 매장되기 전에 런던에서 나이지리아로 이송되었다. 그는 은뉴이에 있는 그의 영내에 새로 지어진 무덤에 묻혔다.